# Chavit Singson
Luis Crisologo Singson, detto Chavit (Vigan City, 21 giugno 1941), è un politico filippino.
Ha più volte ricoperto la carica di governatore della regione di Ilocos Sur, sin dal 1971. Nel 2007 si è candidato senza successo per la nomina di Senatore.

## Biografia
Chavit Singson è nato il 21 giugno 1941 a Vigan City, Ilocos Sur, da José Singson e Caridad Crisólogo, secondo di sette figli. Ha 5 fratelli, Evaristo (Titong), are Bernardo (deceduto), Fernando (Dodoy), Jeremias (Jerry) e Jose Jr. (Bonito) e 2 sorelle, Maria Olivia (Honeygirl) e Germelina (Germy).